# Co Loa
Cổ Loa var huvudstad i Vietnam mellan 939 och 944 då Ngo Quyen anlade huvudstaden här efter befrielsen från Kina. Platsen ligger 16 kilometer nordväst om Hanoi och är mest känt för sitt citadell som det idag bara återstår ruiner av om några tempel. Idag ligger det en by på området för citadellet.
Citadellet är det äldsta i Vietnam och började byggas under Au Lac av kung An Dương Vương 258 f.Kr. till 208 f.Kr.. Det täcker en yta på 5 km². Flera jordvallar finns på området som har varit befästningsverk. Det har även funnits torn i anslutning till vallarna. 
När citadellet var färdigt fick An Dương Vương en gyllene pilbåge för att besegra kineserna. Den kinesiska kejsaren kände till legenden, och lät sin son gifta sig med kungens dotter. Pilbågen stals av prinsen, och den kinesiske kejsaren besegrade An Dương Vương som tillsammans med sin dotter begick självmord.
Till minne av kejsaren finns ett tempel tillägnat honom, kung An Dương Vươngs tempel, som innehåller en bronsstaty av kungen. De vietnamesiska myndigheterna har för avsikt att satsa mer på området de närmaste åren. 